# Ludovic Escande
Pour les articles homonymes, voir Escande.
Ludovic Escande est un écrivain et éditeur français.

## Biographie
Né le 4 septembre 1972 à Marseille, Ludovic Escande a étudié l'histoire de l'art à la Sorbonne.
En 2010, il intègre le comité de lecture des éditions Gallimard,. Il dirige également la collection « L'Arpenteur ».

### Engagement littéraire
Il publie son premier ouvrage, L'Ascension du mont Blanc, aux éditions Allary en 2017,. C'est le récit de son ascension de ce sommet en compagnie de ses amis Daniel Du Lac, Jean-Christophe Rufin et Sylvain Tesson, qui constitue pour Jean-Philippe Louis une « chronique drôle et attachante », tandis que Jérôme Garcin évoque un récit « ubuesque et touchant ». L'Ascension lui vaut le Prix des lecteurs du livre numérique, décerné par la plateforme Youboox la même année.
En 2023, il fait paraître chez Pocket Vers les hauteurs, consacré cette fois à l'exploration des toits de Paris,,.

## Ouvrages
- L'Ascension du mont Blanc, Paris, Allary, 2017 (ISBN 978-2-37073-142-5).
- Vers les hauteurs, Paris, Pocket, 2024 (ISBN 978-2-266-34079-3).